# Frances Rose

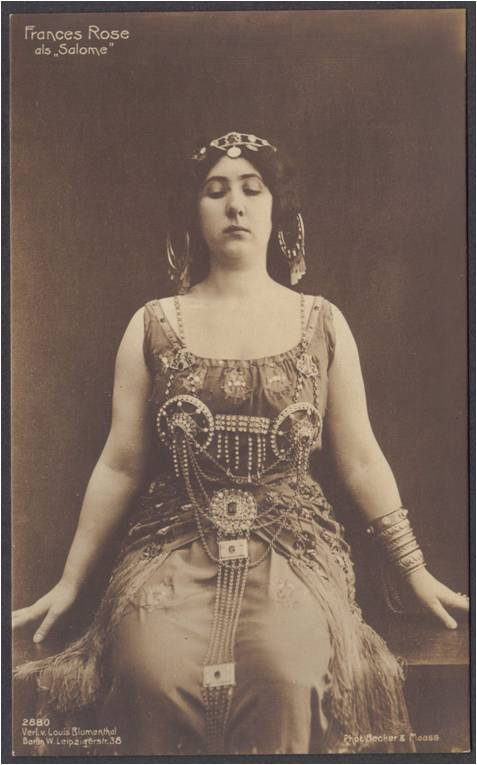
Frances Rose als Salome, Berlin um 1910
Fotografie: Becker & Maass

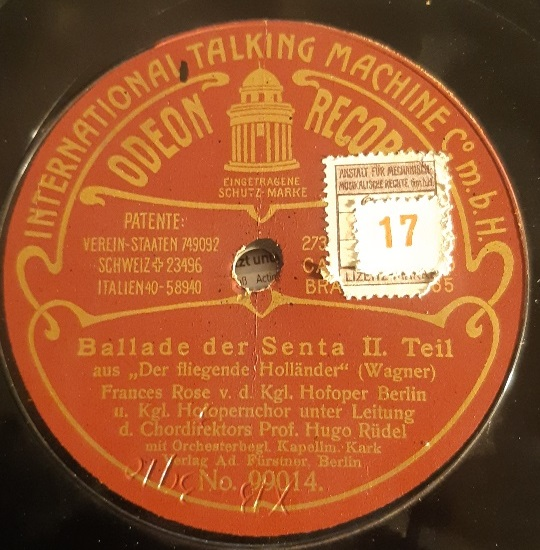
Schallplatte von Frances Rose (Berlin 1908)

Frances Rose Rosenzweig, später verehel. Konrad (21. Juni 1875 in Elmira, New York – 30. April 1956 in Denver, Colorado) war eine US-amerikanische Opernsängerin der Stimmlagen Sopran und Mezzosopran. Sie war von 1908 bis 1912 an der Königlichen Hofoper zu Berlin engagiert und errang als Chrysothemis in der Berliner Erstaufführung der Elektra einen besonderen Erfolg.

## Leben und Werk
Ihr Lebenslauf lässt sich nur bruchstückhaft rekonstruieren. Ihre Eltern waren Leopold Rosenzweig (1836–1923) und Bertha geb. Abelitzky, ein polnisches Ehepaar jüdischer Konfession, welches Ende der 1860er, Anfang der 1870er Jahre über Schweden und England in die Vereinigten Staaten emigriert war. Sie hatte einen Halbbruder, Isaac Herman (1853–1903), sowie sechs Schwestern und zumindest zwei jüngere Brüder. Der Halbbruder und vier ihrer Schwestern wurden noch in Europa geboren. 1880 lebte die Familie in Cleveland, Ohio, der Vater war Hausierer. Spätestens 1888 übersiedelte die Familie nach Denver, Colorado. Im Jahr 1902 beantragte sie in Cleveland einen US-Reisepass, ersuchte jedoch um Zusendung des Passes nach Denver. Laut Kutsch/Riemens begann ihre Ausbildung in den USA, sie soll jedoch als Schülerin von Adolf Robinson nach Brünn gegangen sein.
Von 1908 bis 1912 war sie – unter dem Namen Frances Rose – an der Berliner Hofoper engagiert, wo sie laut Kutsch/Riemens „sehr erfolgreich“ war. Richard Strauss, damals Generalmusikdirektor der Hofoper, besetzte sie als Chrysothemis in der Berliner Erstaufführung seiner Oper Elektra am 15. Februar 1909. Die Elektra sang Thila Plaichinger, die Klystemnästra Marie Goetze, den Äghist Wilhelm Grüning. Die Premiere wurde heftig akklamiert und galt als Erfolg für den Komponisten und das Sängerensemble. Strauss übertrug ihr auch die Titelpartie in der Salome und stellte sie in Konzerten in Breslau und Magdeburg vor. Dort trug sie einige Lieder von Richard Strauss vor, am Klavier begleitet vom Komponisten, und schließlich auch das Finale der Salome unter seiner Stabführung. Am 19. Oktober 1909 sang sie an der Berliner Hofoper die Titelrolle in Bizets Carmen, mit Enrico Caruso als Don José – in Anwesenheit des Kaisers, der Kaiserin und des Kronprinzen. Im März 1910 gastierte sie als Chrysothemis in der Englischen Erstaufführung der Elektra am Covent Garden Opernhaus in London. Am 16. März 1910 heiratete sie in London den Tenor Theodor Konrad (geboren 1874 in Köln). Die frisch Vermählten kehrten dann nach Berlin zurück. Sie sang dort auch in Opern von Richard Wagner, etwa die Venus im Tannhäuser oder die Elsa im Lohengrin. Einladungen der Metropolitan Opera für die Spielzeiten 1909–10 und 1912–13 lehnte sie ab, weil sie nicht so lange vom Ehemann getrennt sein wollte. Während 1914 der Weltkrieg ausbrach, befand sich Frances Rose in den Vereinigten Staaten. Sie konnte nicht nach Deutschland zurückkehren. 1915 debütierte sie an der Chicago Grand Opera in Wagners Tannhäuser. 1915–16 soll sie laut Kutsch/Riemens an der San Francisco Opera verpflichtet gewesen sein. Danach ist sie nur mehr gelegentlich aufgetreten.
1920 lebten die Konrads in der Upper West Side von New York. Sie sang, er unterrichtete. Theodor Konrad starb am 29. Mai 1921 in New York. Um 1936 kehrte sie nach Denver, Colorado zurück, wo einige ihrer Geschwister lebten. Bestattet wurde sie im Mount Nebo Memorial Park.

## Tondokumente
„Von ihrer leuchtenden, kraftvoll geführten Stimme sind einige Odeon-Platten vorhanden“, so Kutsch/Riemens. 1909 zeichnete sie in Berlin die Szene der Santuzza mit Chor in Cavalleria Rusticana auf: „Lasst uns preisen den Herren“. Laut Operadis handelte es sich um eine Gesamtaufnahme mit Franz Naval (Turiddu), Cornelius Brongeest (Alfio), Frieda Hempel (Lola) und Ida von Scheele-Müller (Lucia), Dirigent: Friedrich Kark. Eine weitere Aufnahme ist der Arie der Elsa „Du trugest zu ihm meine Klage“ aus dem Lohengrin gewidmet.
Frances Rose hinterließ Schallplatten der Marke Odeon (Berlin 1908–09, darunter Santuzza in vollständiger "Cavalleria rusticana").